# نهى عقيل
نهى عقيل لاعبة شراع ومُتسابقة يخت بنادي تيبازة من الجزائر في فئة ليزر الشعاعي. شاركت في عدة مُسابقات قارية وعربية. نالت المركز الثاني في البطولة العربية التي جرت أبريل 2018.في دورة ألعاب البحر المتوسط 2018، تكون منتخب راديال من إيمان شريف صحراوي وسناء لشهب ونهى عقيل.

## وصلات خارجية
- شراع/ ألعاب البحر المتوسط -2018 : المنتخبان الجزائريان لاختصاصي«راديال» و «أر أس إكس» في تربص تحضيري.